# گزارش به خداوند
گزارش به خداوند (سوئدی: Rapport till himlen) یک مینی‌سریال سوئدی به کارگردانی اولف مالمروس است که در سال ۱۹۹۴ منتشر شد.

## بازیگران
- استلان اسکاشگورد
- شل بریکوئیست
- وانا رزنبرگ
- روبرت گوستافسون
- الین کلینگا
- ماریکا لاگرکرانتس
- ایون لومبارد
- توماس هلبری
- لارس گرین